# 维莱埃卡勒
维莱埃卡勒（法語：Villers-Écalles，法語發音：[vilɛʁ ekal]）是法国滨海塞纳省的一个市镇，属于鲁昂区。

## 地理
维莱埃卡勒（49°32'19"N, 0°55'9"E）面积7.41 平方千米，位于法国诺曼底大区滨海塞纳省，该省份为法国北部沿海省份，其西部及北部濒大西洋英吉利海峡，东起顺时针与索姆省、瓦兹省、厄尔省和卡爾瓦多斯省接壤。
与维莱埃卡勒接壤的市镇（或旧市镇、城区）包括：梅尼勒-帕讷维尔、巴朗坦、布维尔、圣皮埃尔-德瓦朗日维尔。
维莱埃卡勒的时区为UTC+01:00、UTC+02:00（夏令时）。

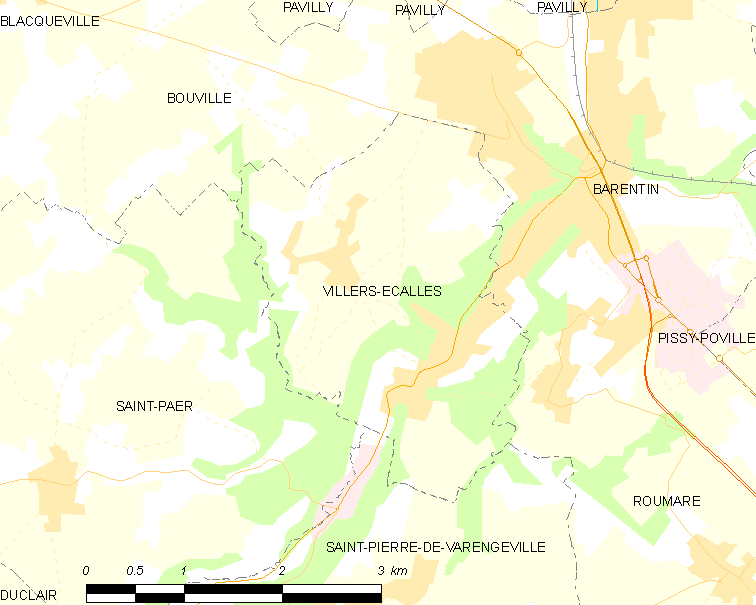
维莱埃卡勒的OSM定位图

## 行政
维莱埃卡勒的邮政编码为76360，INSEE市镇编码为76743。

## 政治
维莱埃卡勒所属的省级选区为巴朗坦县。

## 人口

1962-2008年间维莱埃卡勒人口变化图示

维莱埃卡勒于2022年1月1日时的人口数量为1716人。